# 短頜骨鰃
短頜骨鰃為輻鰭魚綱金眼鯛目金鱗魚亞目金鱗魚科的其中一種，分布於中西太平洋的塞班島至關島海域，棲息在礁石區。

## 擴展閱讀
維基物種上的相關：短頜骨鰃